# خوسيه موريس
خوسيه موريس (بالإسبانية: José Moris)‏ هو لاعب كرة قدم تشيلي في مركز الدفاع، ولد في 17 يوليو 1939 في سانتياغو في تشيلي. لعب مع نادي أونيفرسيداد دي تشيلي.

## وصلات خارجية
- خوسيه موريس على موقع ناشيونال فوتبول تيمز (الإنجليزية)